# Керман (Калифорнија)
Керман (енгл. Kerman) град је у америчкој савезној држави Калифорнија. По попису становништва из 2010. у њему је живело 13.544 становника.

## Демографија
Према попису становништва из 2010. у граду је живело 13.544 становника, што је 4.993 (58,4%) становника више него 2000. године.
| Група             | 2000.         | 2010.         |
| Белци             | 2.070 (24,2%) | 2.465 (18,2%) |
| Афроамериканци    | 31 (0,4%)     | 68 (0,5%)     |
| Азијати           | 709 (8,3%)    | 1.091 (8,1%)  |
| Хиспаноамериканци | 5.552 (64,9%) | 9.711 (71,7%) |
| Укупно            | 8.551         | 13.544        |